# Fear of Music
Fear of Music – trzeci album postpunkowego zespołu Talking Heads, wydany 3 sierpnia 1979 roku przez Sire Records. Nagrywany był w Nowym Jorku w okresie między kwietniem i majem 1979 przez podstawowy kwartet wraz z Brianem Eno. Album dotarł na 21. miejsce na Billboard 200 w USA oraz na 33. miejsce na UK Albums Chart. W okresie między 1979 i 1980 wydano trzy single: "Life During Wartime", "I Zimbra" oraz "Cities". Album uzyskał złoty status w USA w 1985 roku.

## Opinie
Album został pozytywnie przyjęty przez krytyków. Chwalono głównie nietypowe rytmy oraz wokal Davida Byrne'a. Album ten jest często postrzegany jako najlepszy w dorobku Talking Heads, trafił na wiele list najlepszych albumów wszech czasów. W 2006 zremasterowano i ponownie wydano album z czterema dodatkowymi utworami.

## Lista utworów
| 1.  | I Zimbra (David Byrne, Brian Eno, Hugo Ball)                                   | 3:09  |
|     |                                                                                |       |
| 2.  | Mind                                                                           | 4:13  |
|     |                                                                                |       |
| 3.  | Paper                                                                          | 2:39  |
|     |                                                                                |       |
| 4.  | Cities                                                                         | 4:10  |
|     |                                                                                |       |
| 5.  | Life During Wartime (David Byrne, Chris Frantz, Jerry Harrison, Tina Weymouth) | 3:41  |
|     |                                                                                |       |
| 6.  | Memories Can't Wait (David Byrne, Jerry Harrison)                              | 3:30  |
|     |                                                                                |       |
| 7.  | Air                                                                            | 3:34  |
|     |                                                                                |       |
| 8.  | Heaven (David Byrne, Jerry Harrison)                                           | 4:01  |
|     |                                                                                |       |
| 9.  | Animals                                                                        | 3:30  |
|     |                                                                                |       |
| 10. | Electric Guitar                                                                | 3:03  |
|     |                                                                                |       |
| 11. | Drugs                                                                          | 5:10  |
|     |                                                                                |       |
|     |                                                                                | 40:40 |
|     |                                                                                |       |